# Aleksandr Sjirokorad
Aleksandr Borisovitj Sjirokorad (ryska Александр Борисович Широкорад), född 1947 i Moskva, är en nutida rysk historiker och författare med ett särskilt intresse för militärhistoria, andra världskriget, ryskt artilleri, flyg och flotta samt rysk/östeuropeisk historia som omfattar perioden från Rysslands födelse till den sovjetiska epoken samt tiden efter Sovjetunionens upplösning. Listan över utgivna böcker av Aleksandr Sjirokorad inkluderar följande titlar:

## Som redaktör
- "Enciklopedija sovremennoj vojennoj aviatsii" av Morozov V.P., Obuchovitj V.A., Sidorenko S.I., m.fl., ISBN 985-13-0410-7, ISBN 5-17-008290-8, ISBN 985-13-2849-9, AST, Harvest. ("Encyklopedi över det moderna stridsflyget")